# Rudolf Kraus (Mediziner)
Rudolf Kraus (* 31. Oktober 1868 in Jungbunzlau, Österreich-Ungarn; † 16. Juli 1932 in Santiago de Chile) war ein österreichischer Mediziner der „Wiener Medizinischen Schule“, der besonders auf den Gebieten der Pathologie, Bakteriologie und Immunologie bedeutende Leistungen vollbrachte und als Pionier der Klinischen Chemie und Laboratoriumsdiagnostik gilt.
Kraus begann seine Tätigkeit unter Salomon Stricker am Institut für Allgemeine und Experimentelle Pathologie der Universität Wien. Stricker strebte an, experimentelle Forschung mit klinischer Praxis zu kombinieren und zog daneben viele herausragende Wissenschaftler an, zu denen auch der junge Rudolf Kraus gehörte. Basierend auf seiner experimentellen Arbeit an der Universität veröffentlichte Kraus 1897 die erste Publikation zur Immunpräzipitationsreaktion in der Wiener Klinischen Wochenschrift und gilt seither als Entdecker der Präzipitine.
Im Jahr 1904 entwickelten Rudolf Kraus und Robert Doerr eine Serotherapie zur Anwendung bei der bazillären Dysenterie. Studien über die sogenannte Heterobakterientherapie von Kraus (1914), Giuseppe Mazza (1858–1922) und anderen gingen der 1916 eingeführten Proteinkörpertherapie nach Rudolf Schmidt (1873–1947) voraus.

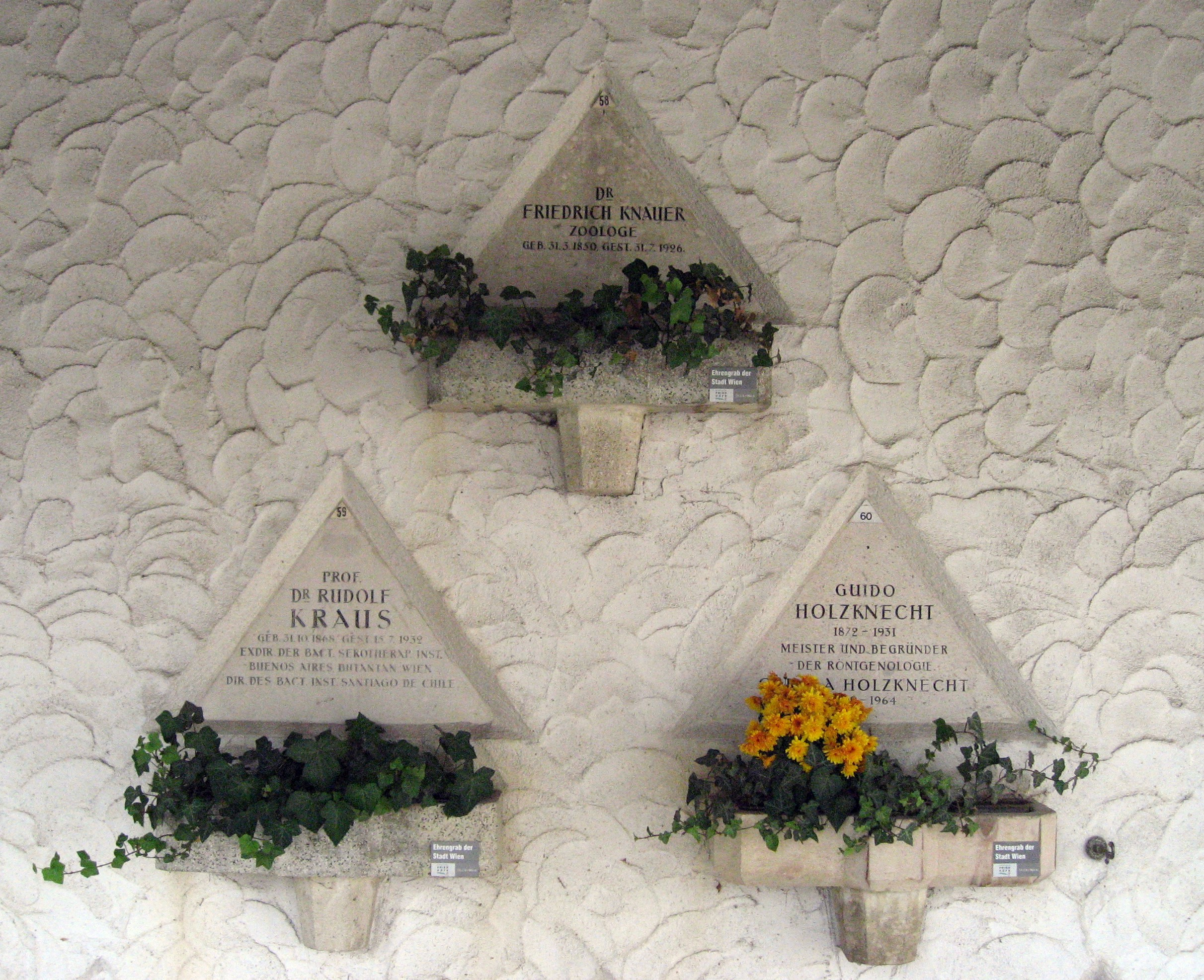
Urnennischen von Guido Holzknecht, Rudolf Kraus und Friedrich Knauer

Kurz vor Beginn des Ersten Weltkriegs verließ Kraus Österreich und verbrachte zehn Jahre in Südamerika, wo er in Argentinien, Chile und Brasilien wichtige mikrobiologische Arbeiten durchführte und eine Reihe von Schülern heranbildete. In dieser Zeit wirkte er als Direktor des Bakteriologisch-Serotherapeutischen Instituts in Buenos Aires und des Bakteriologischen Instituts in Santiago de Chile. 1923 kehrte er nach Wien zurück und setzte seine Arbeit am Serotherapeutischen Institut der Universität fort.
Nach seinem Tod wurde Rudolf Kraus in einem ehrenhalber gewidmeten Grab im Arkadengang der Feuerhalle Simmering unmittelbar neben den Urnennischen von Guido Holzknecht und Friedrich Knauer beigesetzt.